# Облога Шекана

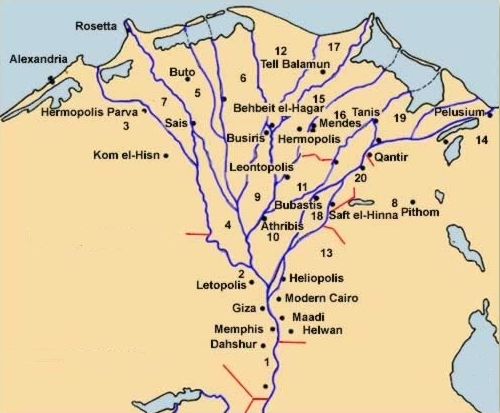
Мапа дельти Ніла з позначеним на ній Бусірісом — центром нома, в якому відбувались події

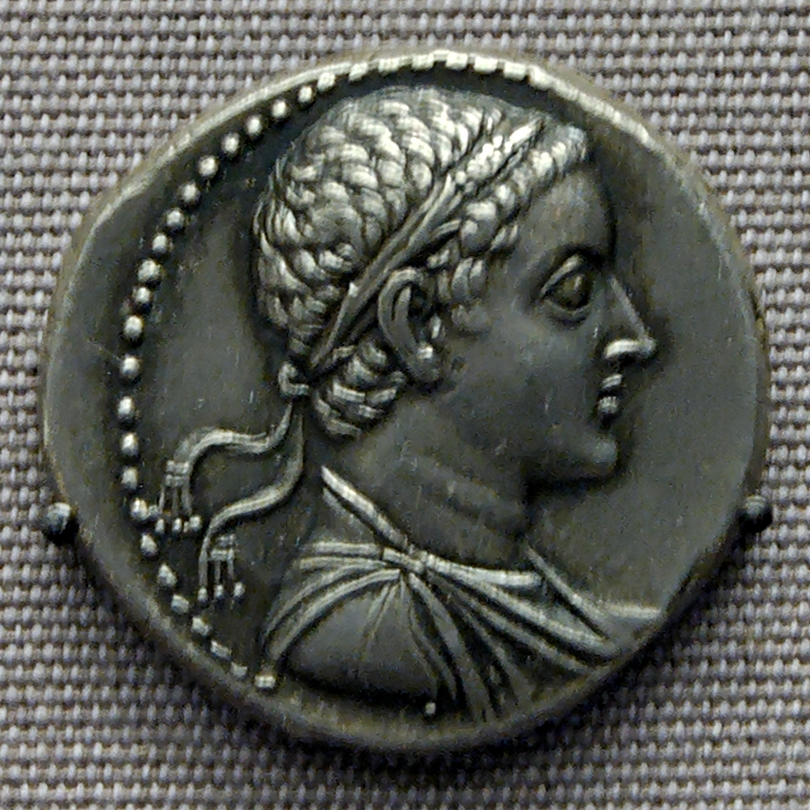
Монета з зображенням Птолемея V

Облога Шекана — один з епізодів Великого повстання у Єгипті проти елліністичної династії Птолемеїв.
З 206 р. до н. е. на півдні Єгипту палало найбільше в історії елліністичного Єгипту повстання проти чужоземної династії Птолемеїв. Хоча у 199 р. до н. е. урядовим військам вдалось повернути контроль над головним містом Верхнього Єгипту Фівами, проте бунтівники продовжували атакувати птолемеївські загони, доходячи до середньої частини нільської долини.
На цьому тлі у 197 р. до н. е. вибухнуло повстання в Нижньому Єгипті, у дельті Нілу. Бунтівники укріпились в храмовому комплексі, де були приготовані великі запаси зброї (включно з катапультами) та різноманітних припасів. Оповідь про ці події міститься у декреті, вибитому на Розетському камені кількома мовами. При цьому демотичний текст називає місто, де відбувались події, Шеканом, а грецький — Лікополісом (невеликий уривок з твору грецького історика Полібія теж згадує про якесь повстання в Лікополі), проте де саме відбувались події наразі не з'ясовано. Відомо лише, що мова йде про Бусірійський ном, що лежав у центрі дельти на дамієтському рукаві Нілу.
Армія Птолемея V рушила до Шекана та взяла його в облогу, звівши навколо насипи та спорудивши траншеї. Втім, завдяки накопиченим запасам повстанці чинили впертий опір. Тоді урядові сили звели кілька дамб, котрі перекривали канали, що вели до позицій обложених (про масштаби робіт говорить те, що в декреті окремо наголошується на пов'язаних з цим великих грошових витратах). Щоб зведені гідротехнічні споруди не зруйнував супротивник, їх взяли під охорону кінноти та піших загонів.
З початком щорічної повені рівень води у Нілі піднявся вище ніж звичайно, дамби перебували під великим тиском та могли зруйнуватись. Втім, завдяки організованим масштабним роботам з укріплення цих споруд вони вистояли, а позбавлену води фортецю повстанців у підсумку здобули штурмом.
На тлі цієї перемоги Птолемей V на восьмому році свого правління, у листопаді 197 р. до н .е.,  нарешті коронувався як фараон у Мемфісі (служники бога Птаха мали найбільш тісні зв'язки з елліністичною династією). Подія супроводжувалася стратою провідників постання в Шекані (Лікополі). Як зазначає Полібій, це рішення лише сприяло більш впертому спротиву інших бунтівників.